# Дзюблюк Олександр Валерійович
Олекса́ндр Вале́рійович Дзюблю́к (нар. 30 червня 1971, Тернопіль, Україна) — український економіст. Доктор економічних наук (2001), професор (2003), академік АН ВШ України.

## Життєпис[1]
Олександр Валерійович Дзюблюк народився 30 червня 1971 року в місті Тернополі.
У 1988 р. закінчив із золотою медаллю Тернопільську середню загальноосвітню школу №1 ім. І.Я. Франка.
У 1992 р. закінчив з відзнакою Кредитно-економічний факультет Тернопільського інституту народного господарства (нині Західноукраїнський національний університет) за спеціальністю «Фінанси і кредит», спеціалізацією "Кредит".
Після закінчення вищого навчального закладу з липня 1992 р. працював у комерційному банку за спеціальністю.
У вересні 1994 р. перейшов на викладацьку роботу у Західноукраїнський національний університет на посаду старшого викладача кафедри грошового обігу і кредиту.
У 1992-1995 рр. навчався в аспірантурі без відриву від виробництва.
У 1995 році у Київському національному економічному університеті захистив кандидатську дисертацію на тему: «Основи організації та функціонування комерційних банків в умовах ринкової економіки».
У 1996 році обраний на посаду доцента.
З 1998 р. зарахований здобувачем наукового ступеня доктора наук на кафедру банківської справи Київського національного економічного університету.
У 2001 р. у Київському національному економічному університеті захистив докторську дисертацію на тему: «Організація грошово-кредитних відносин в умовах ринкового реформування економіки України» .
У 2001 р. обраний на посаду завідувача кафедри банківської справи Західноукраїнського національного університету.
У 2003 році присвоєно вчене звання професора.
З вересня 2023 р. на посаді професора кафедри фінансів ім. С.І. Юрія Західноукраїнського національного університету.

## Наукова діяльність
Досліджує проблеми організації грошового обігу та функціонування банківської системи, особливості монетарної політики, грошово-кредитного і валютного регулювання економіки. Сфера наукових інтересів охоплює той розділ економічної науки, котрий стосується проблем теорії грошей, кредиту, банківської справи, валютних відносин, впливу фінансових криз та глобалізаційних процесів на національні ринки.

## Підручники
- Гроші та кредит;
- Банківські операції;
- Центральний банк та грошово-кредитна політика;
- Валютна політика.

## Монографії
- Комерційні банки в умовах переходу до ринкових відносин;
- Організація грошово-кредитних відносин суспільства в умовах ринкового реформування економіки;
- Влада. Банки. Бізнес: політекономія взаємодії і розвитку;
- Грошово-кредитна система України в умовах ринкових перетворень в економіці;
- Організаційно-економічний механізм функціонування комерційних банків на валютному ринку;
- Банки і підприємства: кредитні аспекти взаємодії в умовах ринкової трансформації економіки;
- Фінансова стійкість банків як основа ефективного функціонування кредитної системи;
- Банківська система України: становлення і розвиток в умовах глобалізації економічних процесів;
- Розвиток банківської системи України як основа реалізації стратегії економічного зростання;
- Грошово-кредитне регулювання у механізмі забезпечення макроекономічної стабілізації і ефективності функціонування банківської системи України;
- Кредитні важелі стимулювання економічного розвитку;
- Теоретичні та прикладні аспекти реалізації банками ресурсної політики;
- Банки у системі організації валютних відносин;
- Управління ліквідністю банківської системи України[2];
- Теорія і практика грошового обігу та банківської справи в умовах глобальної фінансової нестабільності;
- Системна криза банківського сектору в Україні і стратегія її подолання;
- Становлення доктрини фінансової системи України;
- Фінансово-монетарні важелі економічного розвитку;
- Кредитний ризик і ефективність діяльності банку[3];
- Transformation of the Banking System in the Context of Global Challenges;
- Монетарні важелі стимулювання розвитку економіки України: глобальні виміри та національні інтереси;
- Інноваційні технології управління підприємством.
- Модерні фінанси: глобальні виклики і сучасні тренди.

## Нагороди
- грант Президента України для підтримки наукових досліджень молодих учених (розпорядження Президента України від 30 січня 2007 року № 18/2007-рп);
- почесна грамота Міністерства освіти і науки (2009);
- грамота Міністерства освіти і науки, молоді та спорту України (2011);
- грамота Управління освіти і науки Тернопільської обласної державної адміністрації (2011);
- диплом редакції періодичних видань Національного банку України за версією журналу «Вісник НБУ» топ-20 докторів наук — активних авторів журналу (2012);
- відзнака Тернопільської міської ради (рішення № 6/36/19 від 16 серпня 2013 р.);
- грамота Тернопільської обласної державної адміністрації (2015);
- нагрудний знак Міністерства освіти і науки України «Відмінник освіти» (наказ № 327-к від 1 серпня 2016 р.)
- грамота Тернопільської обласної військової адміністрації (2024);
- почесний професор Західноукраїнського національного університету (2025).